# Martín Varsavsky
Martín Varsavsky (Buenos Aires, 26 aprile 1960) è un imprenditore argentino di origine ebraica con cittadinanza statunitense e spagnola.

## Biografia
Figlio primogenito dell'astrofisico Carlos Varsavsky e di Silvia Waisman-Diamond, ha frequentato la scuola primaria presso la New Model School e la scuola secondaria presso il Colegio Nicolás Avellaneda.
Nel 1976, all'età di 16 anni, a seguito della scomparsa del cugino David Horacio Varsavsky durante il Terrorismo di Stato argentino, è fuggito con la famiglia negli Stati Uniti tramite l'aiuto del senatore Patrick Moynahan e con il supporto del B'nai B'rith ha ottenuto lo status di rifugiato in Unione europea.
Nel 1981 ha ottenuto il BA di Economia e Filosofia presso la New York University, nel 1983 un MA in Affari Internazionali e nel 1985 un MBA alla Columbia University. Dal 1995 al 2012 ha vissuto a Madrid ed tra il 1999 e il 2011 ha tenuto corsi sull'imprenditoria presso l'Instituto de Empresa (oggi IE Business School). 
Nel 2009 ha sposato Nina Wiegand.
Dal 2012 insegna imprenditoria presso la Columbia University.
Oltre alle attività imprenditoriali, è coinvolto anche in attività no-profit.
Ha scritto articoli su affari e relazioni internazionali pubblicati su molti giornali internazionali come El País, El Mundo, Newsweek, The Huffington Post; tiene numerose conferenze nel mondo; è un blogger attivo e contribuisce al LinkedIn Influencers Program, in qualità di opinionista su imprenditoria e tecnologia.

## Attività imprenditoriali
Negli ultimi 20 anni Martín Varsavsky ha fondato diverse imprese: tra le più famose vi sono Jazztel, EINSTEINet, Ya.com e FON, tutte basate sulle nuove tecnologie.
Nel 1984, a 24 anni, ha fondato la Urban Capital Corporation, una delle prime compagnie immobiliari newyorkesi a sviluppare il Loft Movement. La Urban Capital acquistava edifici industriali e li rivendeva come appartamenti e uffici.
Nel 1986 assieme gli scienziati argentini Claudio Cuello e César Milstein (premio Nobel per la medicina) creò la Medicorp Sciences, società di biotecnologia di cui è azionista. Con sede a Montréal, la società fu pioniera nello sviluppo dei test per HIV e PSA.
Nel 1991 Varsavsky entrò nel settore delle telecomunicazioni con Viatel Inc., società con sede in Colorado che sviluppò il servizio call-back, un'alternativa economica rispetto agli alti costi dei tradizionali operatori su lunga distanza, simile a Econophone (rinominata poi Destia Inc). Viatel è diventata in seguito un provider alternativo in Europa. Nel 1994 divenne una società quotata e nel 1998 Varsavsky cedette le sue azioni e uscì dal capitale.
Nel 1997 Varsavsky fondò Jazztel Telecommunications PLC, un provider alternativo con sede a Madrid che offriva soluzioni bandwitch per il mercato residenziale e commerciale in competizione con Telefónica. Nel dicembre del 1999 la società fu quotata.
Nel 1999 Varsavsky creò Ya.com Internet Factory, il terzo più grande sito internet/DSL provider della Spagna che include Viajar.com, la seconda agenzia di viaggi online spagnola. La proprietà era divisa tra Jazztel (70%), Martín Varsavsky (10%) e lo staff della compagnia (20%). Nel 2000 fu venduta per 800 milioni di dollari a T-Online International, sussidiaria internet della Deutsche Telekom.
Nel 2000 Varsavsky creò EINSTEINet AG, un application service provider (ASP) con sede a Monaco di Baviera in Germania. Fondata sulla premessa che molte applicazioni stavano per migrare dai PC ad Internet, le aspettative non si concretizzarono e la società fu venduta per 105 milioni di dollari salvando il posto di lavoro degli impiegati ma senza generare profitti e perdendo 35 milioni di dollari.
Nel 2008 Varsavsky ha fondato FON, una compagnia con sede Madrid dedicata alla costruzione della più grande comunità Wi-Fi al mondo, diffondendo il Wi-Fi tramite infrastrutture generate dagli utenti. FON è supportata dagli investitori e da partner quali Google, Skype e i fondi di investimento Index Ventures e Sequoia Capital. Nel 2012 il network Wi-Fi ha raggiunto 7 milioni di hotspot nel mondo.

## Attività filantropiche
Martín Varsavsky è fondatore e presidente di Varsavsky Foundation Archiviato il 24 luglio 2008 in Internet Archive., dedicata al miglioramento delle condizioni scolastiche nel mondo. La fondazione è attiva in Argentina e Cile, con lo scopo di democratizzare e modernizzare i sistemi scolastici dei due paesi.
Varsavsky è anche fondatore e presidente di Safe Democracy Foundation, dedicata a contribuire sulle principali questioni negli affari internazionali con idee e soluzioni innovative e con lo scopo di promuovere giustizia, trasparenza e sicurezza democratiche.
La Safe Democracy Foundation e il Club di Madrid hanno organizzato l'Atocha Workshop nel marzo 2005 e il Summit internazionale su Terrorismo, Democrazia e Sicurezza. Il Segretario Generale delle Nazioni Unite e numerosi capi di Stato si sono riuniti a Madrid per analizzare come le democrazie dovrebbero proteggere se stesse contro il terrorismo in maniera più efficace senza compromettere lo spirito e la salvaguardia della democrazia.
Varsavsky è membro del Consiglio di Amministrazione della William Jefferson Clinton Foundation e di  One Voice Foundation.

## Riconoscimenti e premi
- World Technology (2006)
- Pickering, Columbia University (2003)
- Spanish Entrepreneur of the Year, iBest (2000)
- Global Leader for Tomorrow, World Economic Forum (2000)
- European Entrepreneur of the Year, ECTA (1999)
- European Entrepreneur in Telecommunications (1998)
- Entrepreneur of the Year, New York City (1995)